# Hamburg Dungeon
Hamburg Dungeon er et kombineret rædselskabinet, show med skuespillere og forlystelse i den historiske bydel Speicherstadt i Hamburg, hvor den har til huse i samme bygning som en anden seværdighed, Miniatur Wunderland. Hamburg Dungeon blev åbnet 3. maj 2000.
Der tilbydes elleve shows, der skal gengive den "dunkle side" af Hamburgs historie. Blandt temaerne er Hamburgs brand i 1842 og sørøveren Klaus Störtebeker. Yderligere indhold tæller tortur, Inkvisition og den sorte død. Fortalt bliver også sagnet om Klabautermanden. Siden 2012 findes desuden showet Zuchthaus (tugthus). Arbejds- og tugthuset blev åbnet i 1618 ved Binnenalsters bred og ødelagt i branden i 1842. De besøgende bliver inddraget i scenerne.
Siden 2008 ender gennemgangen med et "frit fald". Med et otte meter højt anlæg fra den schweiziske producent ABC Rides bliver de besøgende i to rækker på op til ti personer sendt syv meter ned i mørket med en hastighed på op til ca. 35 km/t. Det vises hvordan forbrydere blev hængt i træer udenfor Hamburgs bymure og rådnede op der. I den øverste del er der en galge, ved hvilken en præst beder en "sidste bøn". I 2014 blev en vandrutsjebane med stormfloden i 1717 som tema erstattet af en ny, der simulerer en smuglertur.
Hamburg Dungeon ejes af Merlin Entertainments Group. Lignende forlystelser tæller Berlin Dungeon, The Amsterdam Dungeon, York Dungeon, London Dungeon, Edinburgh Dungeon og Blackpool Tower Dungeon (i Blackpool Tower).

## noter
1. ↑  Drop Dead Arkiveret 15. september 2015 hos  Wayback Machine, Hamburg Dungeon, 14. juni 2014.
2. ↑  Free Fall Tower, ABC Rides, 14. juni 2014.
3. ↑  Hafen-Gangs schmuggeln im Hamburg Dungeon shz.de, 15. april 2014, sidst kontrolleret 23. juni 2015.

53°32′38″N 9°59′22″Ø / 53.543871°N 9.9894039°Ø